# Maria am Gestade (Innsbruck)

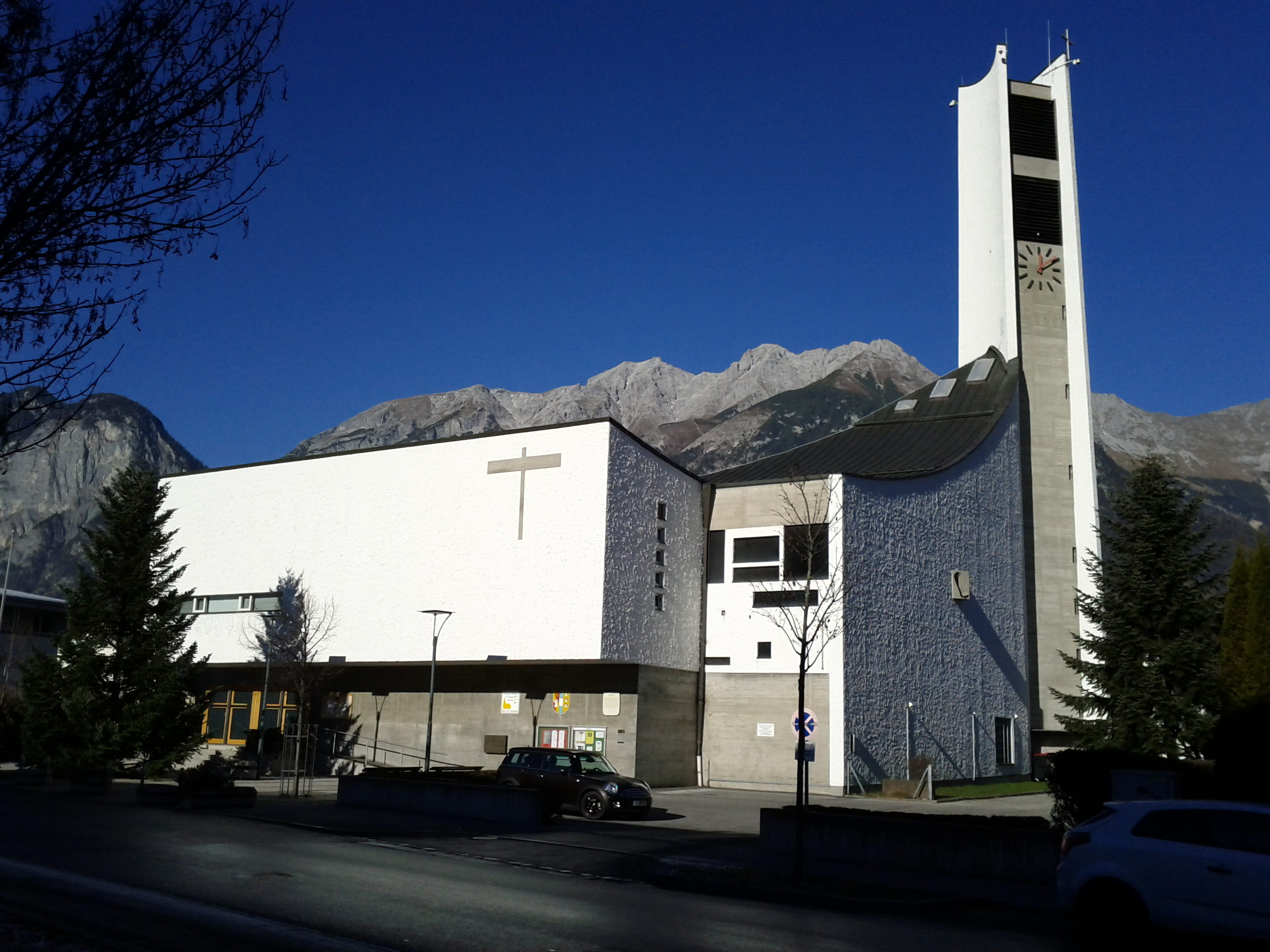

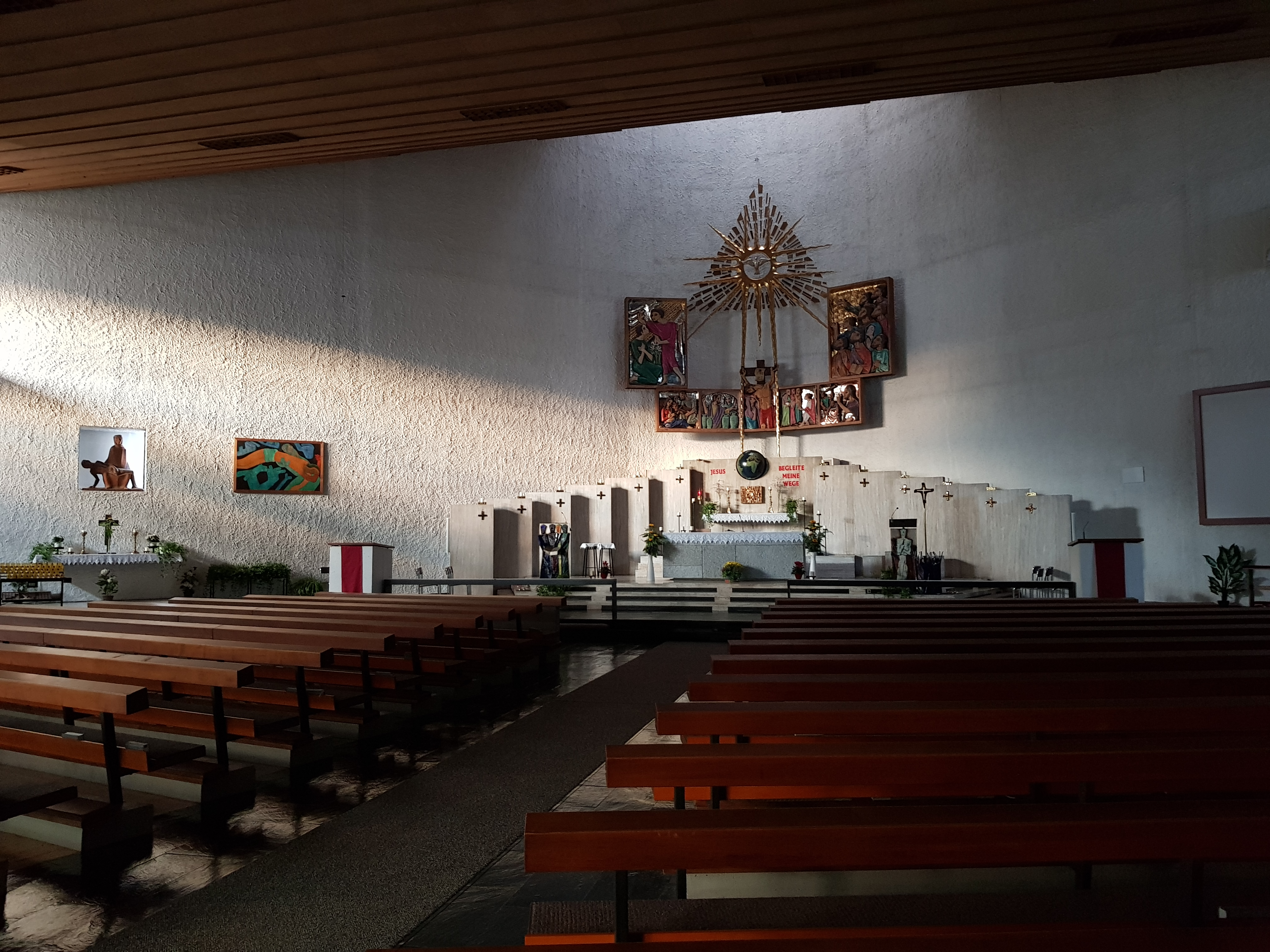
Innenraum der Kirche

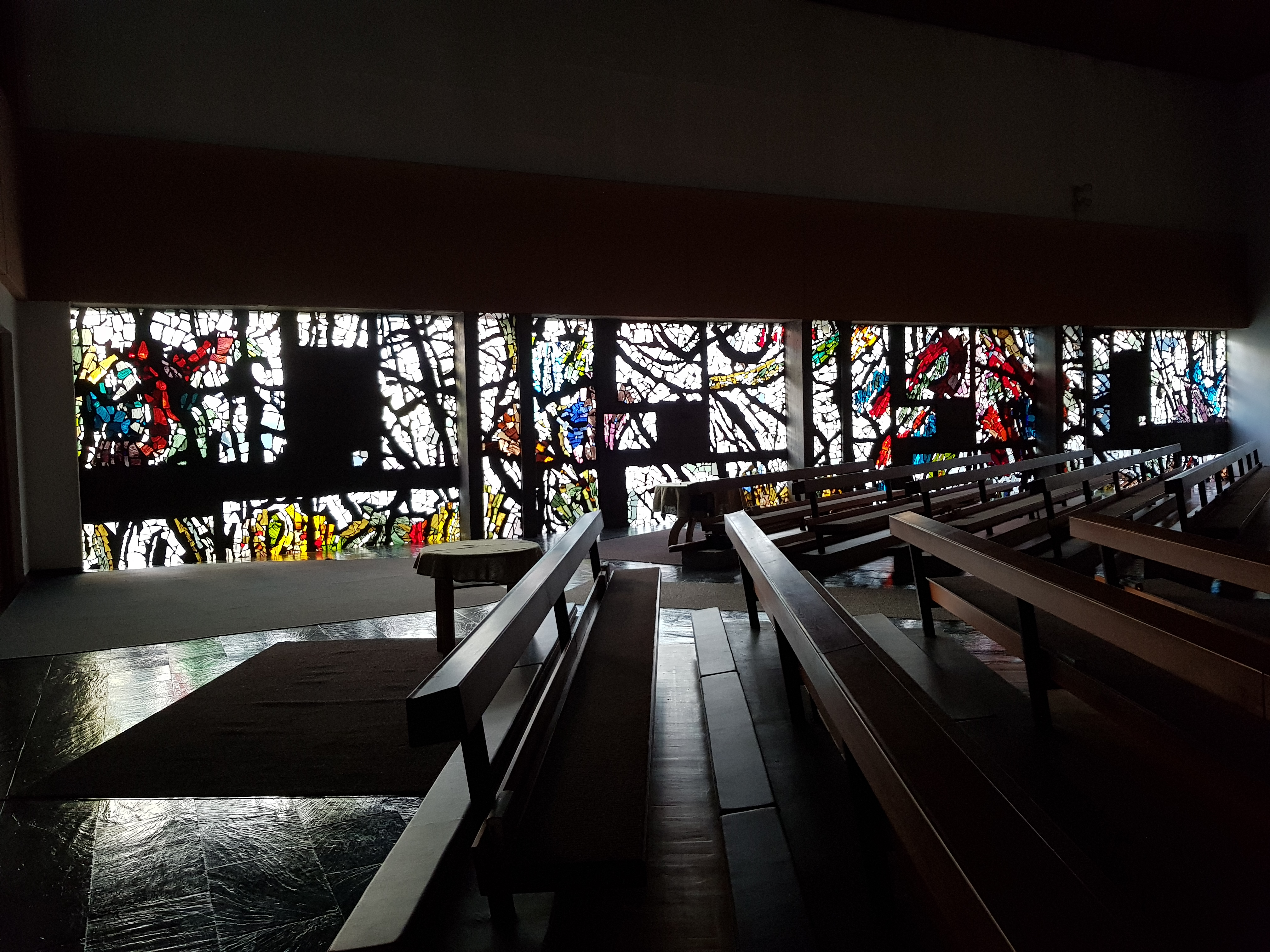
Betonglaswand

Maria am Gestade ist eine römisch-katholische  Kirche im Innsbrucker Stadtteil Sieglanger, KG Wilten. Das Gebiet der heutigen Pfarrei Maria am Gestade gehörte bis 1947 zur Pfarrei Wilten, war dann Pfarrvikariat und wurde schließlich 1965 zur Pfarre erhoben. Die Pfarrei gehört zum Dekanat Innsbruck. Die Kirche steht unter Denkmalschutz.

## Geschichte
Im frühen 20. Jahrhundert entstand im Gebiet der heutigen Pfarrei, dem Wiltenberg, eine Hangsiedlung. Der weitere Ausbau der Siedlung nach 1945 erforderte den Bau einer neuen Kirche. Bis dahin fanden die Gottesdienste in der Wallfahrtskirche Mentlberg statt. Der Grundstein der Kirche Maria am Gestade wurde im Jahr 1961 gelegt. Im darauffolgenden Jahr wurde die Kirche geweiht.

## Baubeschreibung
Das Gotteshaus, eine Stahlbetonkonstruktion in der Handschrift des leitenden Architekten Gerhard Daum, zeigt sich als ein nach Norden gerichteter kubischer Baukörper mit quadratischem Grundriss, dessen hochgezogene Dachführung zum angeschlossenen und markanten Turm im Norden hinzielt.
Das Innere besticht durch die interessante Belichtung, die an den Bau der Wallfahrtskirche in Ronchamp (Frankreich) von Le Corbusier erinnert. Markant ist die von Max Weiler geschaffene Betonglaswand an der Westseite des Kirchengebäudes.
Der aus Granitblöcken gemeißelte und freistehende Hochaltar steht vor einer zwölfteiligen aufsteigenden Pfeilerwand, in deren Mitte der Tabernakel als Globus von Rudolf Wach in ein breiteres Wandfeld eingelassen ist. Das Hochaltarrelief wurde 1992 von Rudolf Millonig geschaffen.